# Sharon Temple
Der Sharon Temple ist heute ein Museumsgelände in Sharon, Ontario und wurde 1990 zu einem kanadischen Nationaldenkmal (National Historic Site of Canada) erklärt. Das Gebäude wird von der Sharon Temple Museum Society (siehe Weblinks) verwaltet, über die es auch für Konzerte und private Veranstaltungen genutzt werden kann.
Der Tempel selbst wurde zwischen 1825 und 1832 von der Quakersekte „Children of Peace“ unter der Leitung von David Willson (1778–1866) gebaut. Das heutige Museum beinhaltet zudem das „Schreibhaus“ von David Willson, das von einer nahen Farm umgesetzte Ebenezer-Doan-Haus, ein „Kochhaus“, das der Sekte zum gemeinsamen Kochen und Essen diente, und verschiedene andere historische Strukturen. 2011 wurden Museum und Tempel zuletzt umfassend restauriert.
Der Tempel war die Keimzelle eines Dorfes, das die Children of Peace erst „Hope“ (Hoffnung) nannten; 1841 wurde es in Sharon umbenannt, heute ist es Teil der Gemeinde East Gwillimbury.

## Geschichte und frühere Nutzung

### Children of Peace

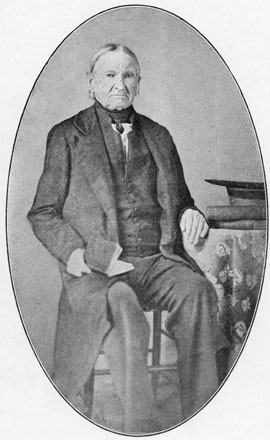
David Wilson, Mitte der 1860er

Nachdem der Amerikaner David Willson 1801 nach Kanada gekommen war, schloss er sich, dem Beispiel seiner Frau folgend, den Quakern an. Bald kam es jedoch zu Differenzen mit der offiziellen Quakervereinigung, und um 1812 trennten sich Wilson und seine Anhänger von der Hauptströmung dieser Glaubensgemeinschaft. Wilson und seine Mitstreiter spielten oft eine wichtige Rolle in der Entwicklung der kanadischen Demokratie und unterstützten Robert Baldwin und Louis LaFontaine, trotz der Drohungen vom Oranier-Orden Kanadas. Nach Willsons Tod 1866 löste sich die Sekte jedoch langsam auf, der letzte Gottesdienst im Temple wurde 1889 abgehalten.
Die Children of Peace können durchaus als utopische Gesellschaft angesehen werden. Neben den direkt politischen Aktivitäten Wilsons riefen die Children auch die erste Aufnahmestelle für Obdachlose in Kanada ins Leben, waren an der Organisation der ersten Kooperative Ontarios beteiligt. Dank ihrer kooperativ betriebenen Landwirtschaft konnten sie sich wirtschaftliche Erfolge sichern, ohne blind nach Profit zu streben. Eine der wirtschaftlichen Vorgaben der Children war es, Güter zu einem Festpreis zu verkaufen, der die Erfüllung der eigenen Bedürfnisse erlaubt, und dabei den höchstmöglichen erzielbaren Preis außer Acht zu lassen.

### Der Tempel

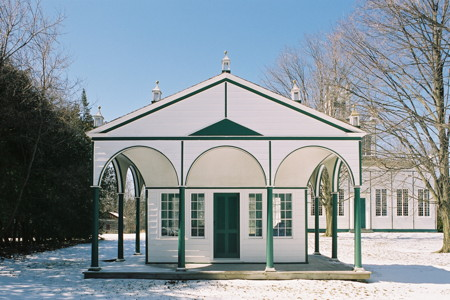
David Willsons Schreibhaus, Sharon-Temple-Museum

In einer Vision dazu aufgerufen, eine „christliche Kirche in der Pracht Israels zu schmücken“ wollten die Children of Peace Salomons Temple hier neu schaffen und als Zentrum ihres eigenen „Neuen Jerusalem“ nutzen. Das Gebäude sollte Besucher erstaunen. Symbolisch hielten die Children of Peace sich für Israeliter, die vor der Knute der englischen Pharaonen in die Wildnis Oberkanadas geflohen waren.
Der Tempel, der die Ideale der Gruppierungen ausdrücken sollte, vereint Quaker-Traditionen mit Elementen aus dem Alten Testament und dem liberalen Gedankengut der Sekte. So wurde das Gebäude als Quadrat ausgeführt, was die Gleichheit aller symbolisieren sollte: „The door in the centre of the four sides is to let the people come in from the east and west, the north and south on equal and the same footing.“ Im Zentrum des Gebäudes befindet sich die „Bundeslade“ der Children, eine Nachbildung des Tempels, die eine Bibel enthält, aufgeschlagen auf der Seite mit den zehn Geboten; um die Lade herum symbolisierten vier Pfeiler die Grundüberzeugungen der Kirche: Glaube, Liebe, Hoffnung und Barmherzigkeit. Weiter vom Zentrum entfernt symbolisierten zwölf weitere Pfosten die zwölf Jünger Jesu, deren Namen sie tragen. Der Tempel selbst zieht sich in drei Abstufungen gen Himmel, die wiederum die Dreifaltigkeit symbolisieren. Die vier Ecken jeder Stufe sind mit verzierten Lampen geschmückt, die erleuchtet die Missionstätigkeit der Apostel widerspiegeln sollen. Am höchsten Punkt des Tempels findet sich, von den oberen vier Lampen getragen, ein goldener Globus, der die größte Hoffnung der Sekte ausdrücken sollte – Frieden auf Erden. Eines der beeindruckendsten Elemente des Tempels ist die sehr steile und elegant gebogene Treppe, die zu den jeweils höheren Ebenen führt und „Jakobs Leiter“ genannt wird.

### Ebenezer Doan, Master Builder
Der „Master Builder“ des Sharon Temple, Ebenezer Doan (1772–1866), hat das Gebäude nicht nur entworfen, sondern auch ausgeführt. Doan kam 1812 aus Bucks County, Pennsylvania zu den Children of Peace. Sein 1819 erbautes Haus wurde auf das Land des Freiluftmuseums bewegt und restauriert.

## Der Temple als Museum

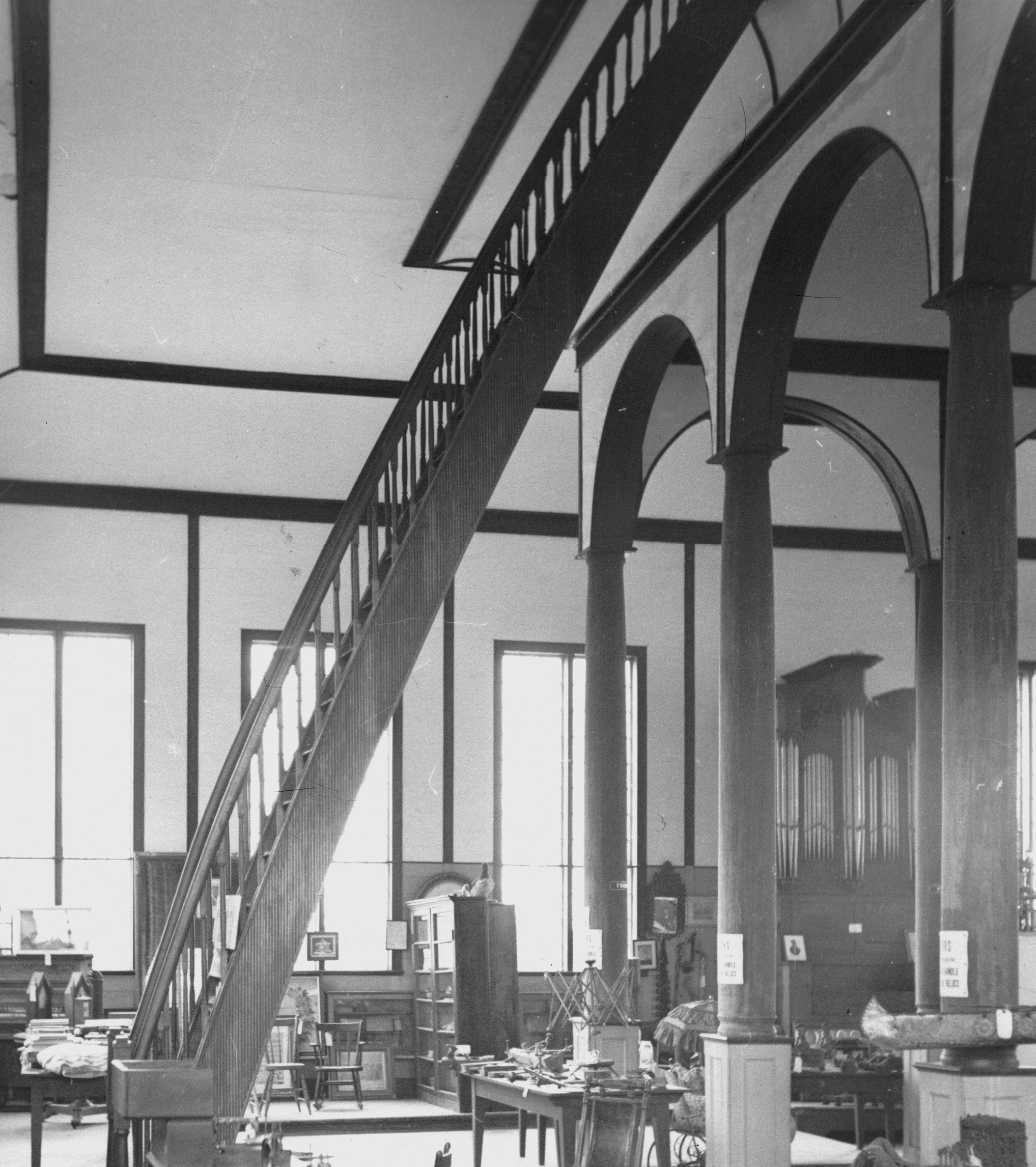
Das Sharon-Temple-Museum in den 1950er Jahren

### The York Pioneer & Historical Society
Die in Toronto beheimatete York Pioneer and Historical Society erwarb den Temple und das umliegende Grundstück im Jahr 1917; 1918 wurde er als Museum eröffnet. Kurz darauf wurde das Schreibhaus von David Willson auf das Grundstück des Museums verlegt. Dies ist eines der frühesten Beispiele für den Erhalt und Schutz historischer Stätten in Kanada (und einer der Gründe, warum der Ort 1993 zu einem nationalen Denkmal erklärt wurde). Ab den 1950ern wurde die Geschichte der Children of Peace verstärkt hervorgehoben, und die York Pioneers ließen das Haus von Ebenezer Doan auf das Grundstück verlegen. 1967 wurde folgte ein eigenes Ausstellungsgebäude. 1991 übernahm die neu geschaffene Sharon Temple Museum Society die Aufgabe, Gebäude, Artefakte und Dokumente zu pflegen.

### Musik und andere kulturelle Aktivitäten
Die Children of Peace waren von Beginn an der Musik zugetan; es gab regelmäßige Gesangs- und Musikveranstaltungen, und im Auftrag der Gemeinde von Sharon wurde die erste in Ontario gebaute Orgel geschaffen. Die sehr gute Akustik im Innenraum hat dazu den Tempel in den letzten Jahren wieder für Aufnahmen kanadischer Künstler beliebt gemacht. Bei den musikalischen Aufführungen zu Zeiten der Children of Peace wurde meist das erste Obergeschoss für die Musiker benutzt, während die Gemeinde bzw. die Zuhörer im Erdgeschoss saßen.
Zur Feier des 150. Jahrestags der Erbauung des Tempels 1981 rief die York Pioneer and Historical Society die „Music at Sharon“ genannten jährlichen Sommerkonzerte ins Leben. 1990 wurde statt verschiedenen Konzerten eine in Auftrag gegebene Oper („Serinette“) von Harry Somers produziert. Music at Sharon gab im Laufe der Jahre zahlreiche musikalische Werke in Auftrag.
Der weitgehend auf dem Gelände des Museums von Laurence Keane gedrehte Film Samuel Lount über einen der Protagonisten der Rebellionen von 1837 wurde 1985 vorgestellt.
1990 nahm die kanadische Band Cowboy Junkies ihr Album „The Caution Horses“ im Sharon Temple auf; das Cover des Albums zeigt die Musiker vor dem Tempel.
2010 nahm Loreena McKennitt ihr Album The Wind That Shakes the Barley im Tempel auf: „There is a fascinating interplay between architecture and sound, visually and sonically. The temple inspired us all.“

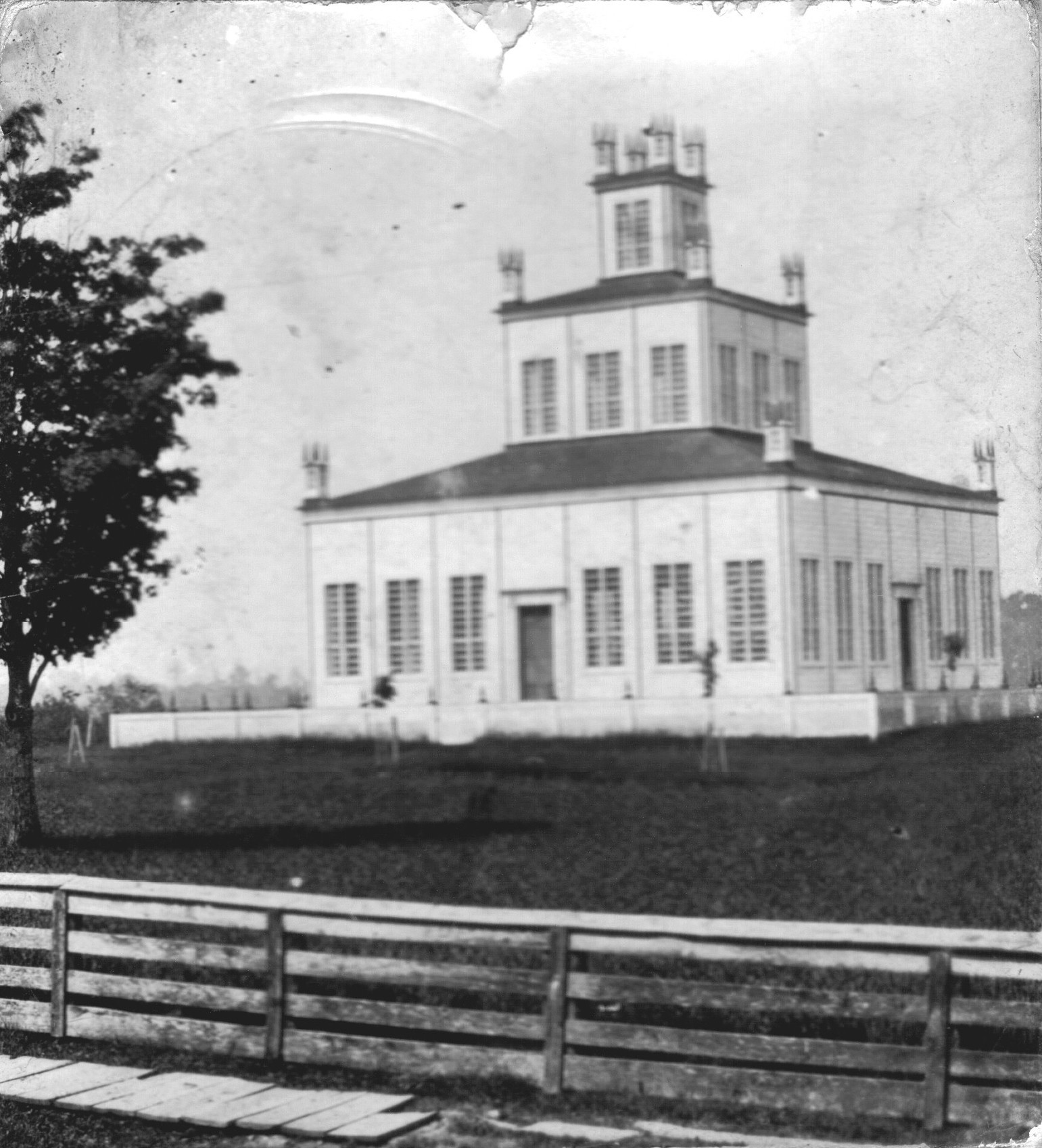
Sharon Temple, Sharon, Ontario, ca. 1860.
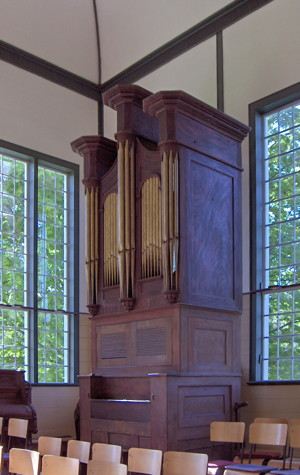
Richard Coates Keyboard-Orgel, Sharon Temple-Museum
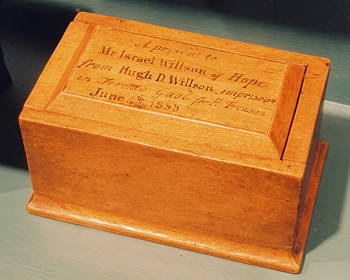
Rebellion Box, Sharon-Temple-Museum
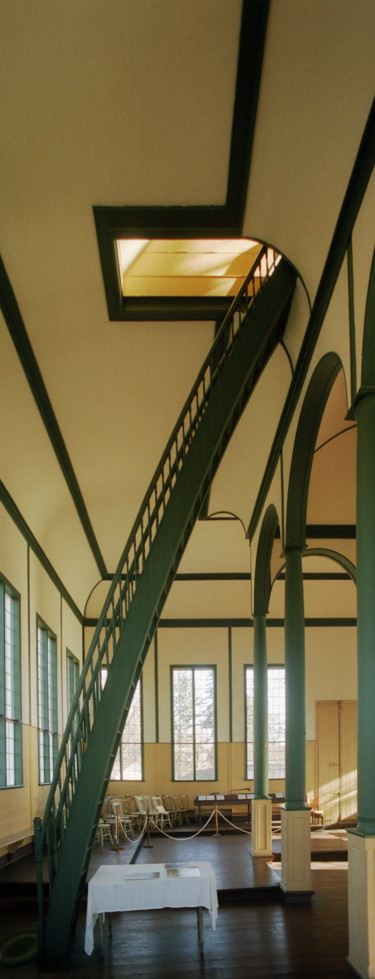
Jacob’s Ladder, Sharon Temple